# Gotti (film 2018)
Gotti – amerykański kryminał z 2018 roku w reżyserii Kevina Connolly’ego.

## Obsada[1]
- John Travolta – John Gotti Sr.
- Kelly Preston – Victoria Gotti
- Stacy Keach – Neil Dellacroce
- Spencer Rocco Lofranco – John Gotti Jr.
- Pruitt Taylor Vince – Angelo Ruggiero
- Lydia Hull – prokurator Giacalone
- William DeMeo – Sammy Gravano
- Chris Mulkey – Frank DeCicco
- Leo Rossi – Bobby Boriello
- Patrick Borriello – Johnny boy Ruggiero
- Megan Leonard – Kim Gotti
- Chris Kerson – Willie Boy Johnson